# Пластрон (галстук)

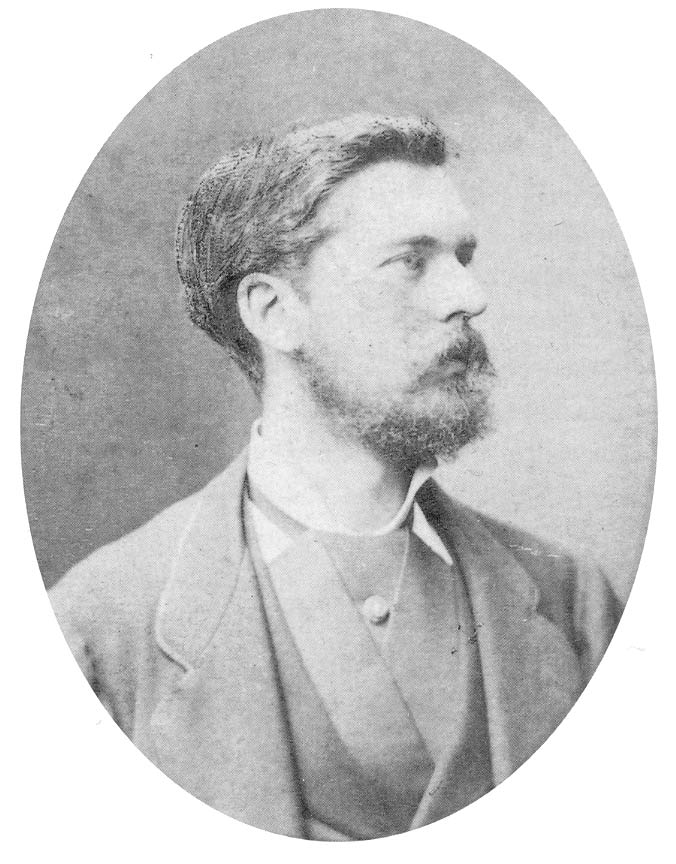
Джон Сингер Сарджент в пластроне со складками, ок. 1880 года

Пластро́н (от фр. plastron) — узкая полоса ткани на шее с остроугольными концами, обычно из светло-серого узорного шёлка, предшественник современного галстука.
Этот широкий галстук для официальных случаев имел определённую форму, сгибался пополам и скреплялся булавкой (или зажимом) для галстука. Его обычно надевали вместе с костюмом-«визитка», например, на дневную свадебную церемонию или носили с фраком похожего покроя и серыми полосатыми брюками. Этот вид галстука, подобно современным, шили из плотного тканого шёлка, обыкновенно либо серого, либо чёрного.

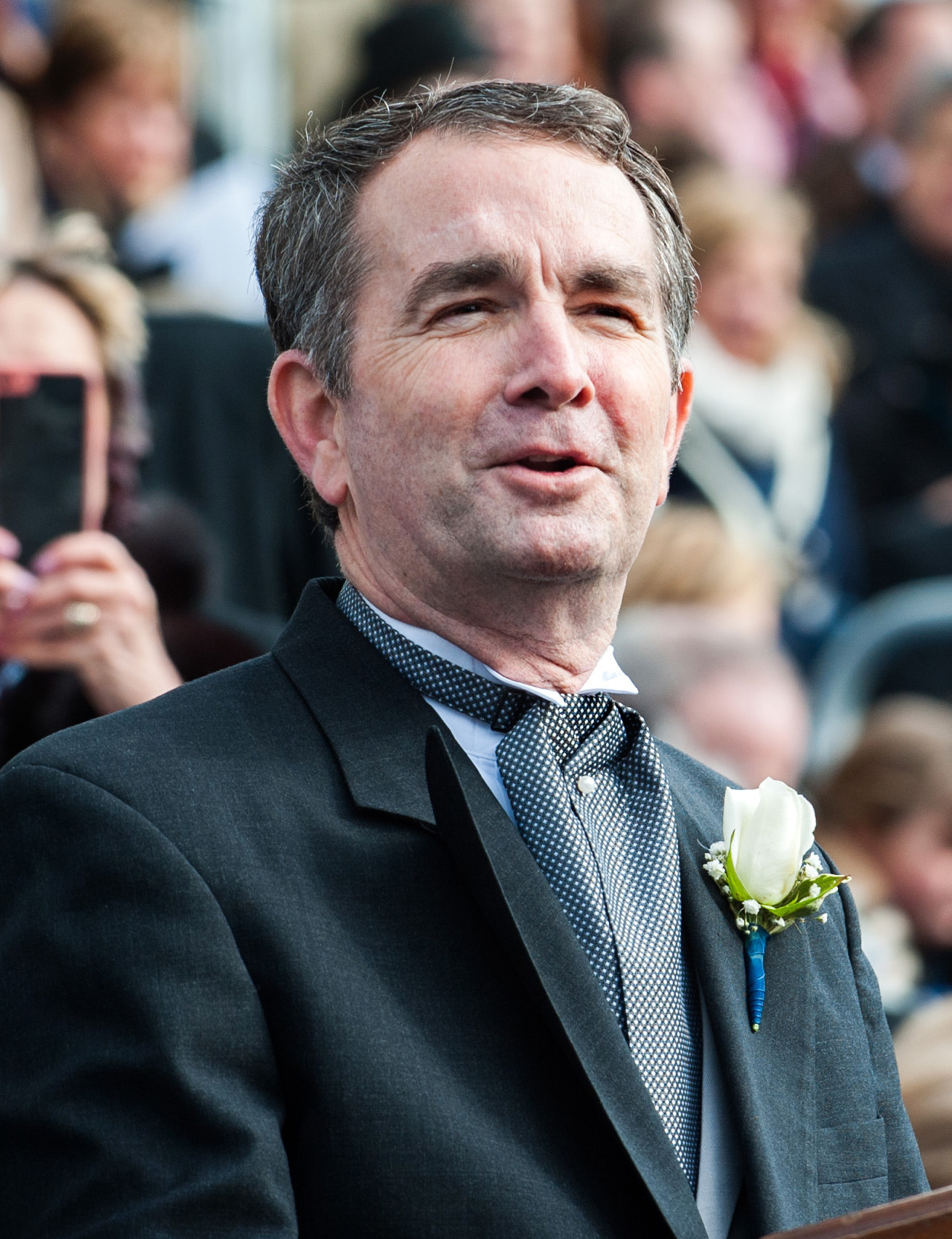
Губернатор Вирджинии Ральф Нортэм произносит инаугурационную речь в галстуке-пластроне, 2018

Пластрон произошёл от более древнего типа галстука-«кроатка», получившего широкое распространение в начале XIX века, особенно во времена Джорджа Браммела, особенно из накрахмаленного тонкого льна и изящно повязанного вокруг шеи. Позднее, в 1880-х годах, европейские мужчины из верхнего среднего класса стали носить более свободный вариант для посещения официальных мероприятий днём, вместе с сюртуком или «визиткой». Пластрон на Западе и ныне остаётся обязательным аксессуаром к «визитке» на свадьбу. Английское название пластрона (аскот) произошло от названия королевских скачек в английском Аскоте (графство Беркшир), хотя пластрон с «визиткой» на скачки не надевают с эдвардианских времён. Пластрон стал обычным предметом одежды в бизнес-среде в конце XIX — начале XX веков. Галстук обычно делали из тонкого шёлка, более приятного для кожи, часто с набивным богатым цветным узором.